# Бабенко Костянтин Степанович
Костянти́н Степа́нович Бабе́нко (1922—2011) — радянський військовик, учасник Другої світової війни, генерал-лейтенант артилерії.

## Життєпис
Народився 1922 року в селі Толока Решетилівського району. Закінчив Сухорабівську середню школу, 1941 року призваний до лав Радянської армії (у якій служив до 1985-го), пройшов шлях від солдата до генерал-лейтенанта.
У лютому 1942 року закінчив Сорочинське зенітно-кулеметне училище, отримав звання молодшого лейтенанта. Направлений в діючу армію, командир взводу зенітно-кулеметної роти 30-ї танкової бригади. Воював на Західному та Воронезькому фронтах. В складі 3-ї танкової армії дійшов до Берліна.
Після закінчення війни служив в складі радянських військ — в ЧССР, Австрії, НДР, потім на Чорноморському флоті.
1966 року закінчив Ленінградську військово-артилерійську академію, призначений командиром полку, по тому — 14-ї дивізії ППО.
Проходив службу на посаді замісника командуючого військами Бакинського округу ППО.
Старший радник по ППО в Сирії, виконував місії у В'єтнамі та Лівані.
На пенсії дружиною Зінаїдою Михайлівною проживали у Полтаві.
1996 року очолив Полтавську обласну організацію ветеранів. Входив до складу ради ветеранської організації України; співпрацював з радою ветеранів Решетилівського району та допомагав у вирішенні питань ветеранів.
Підтримував тісний зв'язок із Сухорабівською школою. Майже щороку проводив зустрічі з учнями, на яких розповідав про вчинки воїнів.
2002 року доклав зусиль до проведення капітального ремонту Сухорабівської школи, якій вже було виповнилося 70 років та вона була непридатною для навчання.
Помер 2011 року.

### Нагороди та вшанування
- два ордени Червоного Прапора
- три ордени Червоної Зірки
- орден «За службу Батьківщині у Збройних силах СРСР» III ступеня
- орден «За заслуги» III ступеня
- двома орденами Вітчизняної війни
- орденом Богдана Хмельницького
- 18-ма бойовими медалями, з них дві — «За відвагу».
- почесний громадянин Решетилівського району (2004)